# رأس الطرف الأغر
(رأس طرف الغار أو الطرف الأغر أو طرف الغرب) قمة صخرية جبلية على الساحل الإسباني في منطقة قادش)، شمال مدخل مضيق جبل طارق، ويقابله رأس سبارتيل على الساحل المغربي. القمة شبه جزيرة صغيرة قليلة الارتفاع.

## تاريخ
جرت في نواحي هذا الرأس أحداث معركة الطرف الأغر الشهيرة، يوم 21 أكتوبر 1805، بين البحرية البريطانية من جهة والبحريتين الإسبانية والفرنسية من جهة أخرى، والتي انتهت بفوز كاسح للإنكليز.

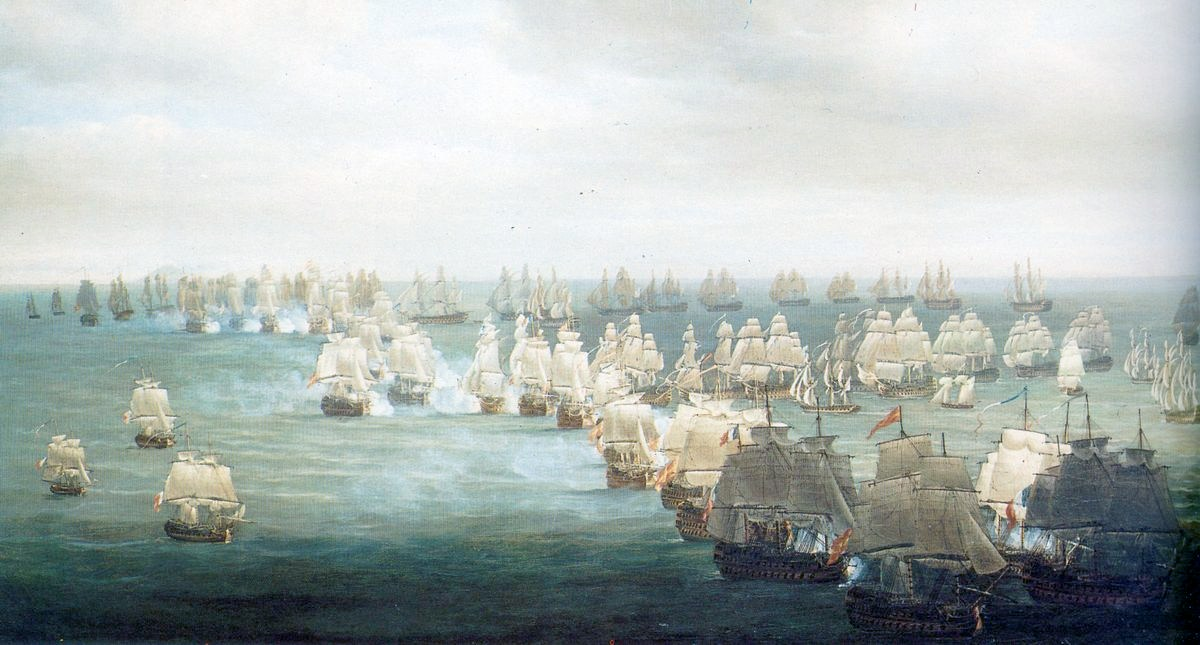
رسم لمعركة الطرف الأغر يوضح السفن الفرنسية والإسبانية.